# Oksana Baiul
Oksana Baïul (en ukrainien : Оксана Баюл) est une patineuse artistique née le 16 novembre 1977 à Dnipropetrovsk (RSS d'Ukraine, URSS).

## Biographie

### Carrière sportive
Orpheline de son père Sergueï qui quitta la maison alors qu'elle avait l'âge de deux ans, elle perd ses grands-parents (chez qui elle vivait avec sa mère) à l'âge de dix ans, et puis sa mère Marina, morte d'un cancer des ovaires, à l'âge de treize ans. Peu après, son entraîneur émigre au Canada et elle se retrouve seule. Son nouvel entraîneur, Galina Zmievskaïa, la prend sous son aile et l'héberge chez elle.
Adolescente de quinze ans, elle termine deuxième aux championnats européens, derrière la Française Surya Bonaly et remporte peu après les championnats du monde de 1993 (à Prague) à sa première participation.
Elle remporte l'or aux Jeux olympiques de 1994 à Lillehammer, dans la tourmente médiatique de la saga Kerrigan-Harding. Le côté technique de son programme libre était un peu moins assuré qu'à l'accoutumée, en raison d'une blessure reçue lors d'une collision avec Tanja Szewczenko pendant une session d'échauffement de ces jeux. Mais son sens artistique et ses qualités d'expression lui permettent de l'emporter devant Nancy Kerrigan.

### Reconversion
Après les Jeux olympiques de 1994, Baiul prend sa retraite de la compétition amateur et s'installe aux États-Unis. Sa soudaine célébrité, des blessures et des problèmes d'alcool la conduisent à des comportements excessifs, incluant un accident d'auto en novembre 1997. Elle suit un programme de désintoxication en 1998 et retourne sur le circuit professionnel.
À l'été 2003, Oksana retourne en Ukraine et rencontre son père ainsi que son grand-père.
En 2004, Oksana vit avec Gene Sunik dans le New Jersey et leurs deux chiens, Rocky et Poopsie. Elle participe à des spectacles professionnels et possède sa propre ligne de vêtements de patinage.
Depuis janvier 2015, Oksana Baiul est marriée à son manager, Carlo Farina. Elle porte désormais le nom de Oksana Baiul-Farina. Ils habitent à Shreveport, Louisiana, avec leur fille Sophia née en 2015.

## Palmarès
| Compétitions principales        | 1990    | 1991    | 1992    | 1993    | 1994    |  |  |  |  |  |  |  |  |  |
| Jeux olympiques d'hiver         |         |         |         |         | 1re     |  |  |  |  |  |  |  |  |  |
| Championnats du monde           |         |         |         | 1re     |         |  |  |  |  |  |  |  |  |  |
| Championnats d’Europe           |         |         |         | 2e      | 2e      |  |  |  |  |  |  |  |  |  |
| Championnats d'Union soviétique | 12e     | 10e     |         |         |         |  |  |  |  |  |  |  |  |  |
| Championnats d'Ukraine          |         |         |         | 1re     | 1re     |  |  |  |  |  |  |  |  |  |
|                                 |         |         |         |         |         |  |  |  |  |  |  |  |  |  |
| Autres Compétitions             | 1989/90 | 1990/91 | 1991/92 | 1992/93 | 1993/94 |  |  |  |  |  |  |  |  |  |
| Skate America                   |         |         |         |         | 1re     |  |  |  |  |  |  |  |  |  |
| Coupe d'Allemagne               |         |         |         | 4e      | 2e      |  |  |  |  |  |  |  |  |  |
|                                 |         |         |         |         |         |  |  |  |  |  |  |  |  |  |

## Surnoms
- Marusia
- Le cygne d'Odessa
- Ksusha
- "The empress of ice" (en anglais)

## Œuvres
- Secrets of skating, 1997
- Oksana: my story (autobiographie)

## Films
La station télé CBS a produit un film pour la télévision sur la vie d'Oksana Baïul : A Promise Kept: The Oksana Baiul Story. Autres productions :
- The Cutting Edge 2 (Flammes sur glace 2), 2006
- Michelle Kwan Skates to Disney's Greatest Hits, 1999 (TV)
- The Wizard of Oz on Ice, 1996 (TV)
- Nutcracker On Ice, 1994